# Jeanne C. Stein
Jeanne C. Stein (* in San Diego) ist eine US-amerikanische Schriftstellerin von Urban Fantasy. Sie lebt mit ihrer Familie in Denver, Colorado. Stein wurde durch ihre Anna-Strong-Serie international bekannt.	Ihr Debütroman The Becoming wurde im Dezember 2006 ein nationaler Bestseller. Sie gehört zu Horror Writers of America und den RWA- und Rocky-Mountain-Fiction Writers. Sie wurde zur RMFW's Writer of the Year 2008 benannt.
Sie hat auch eine Geschichte in einer Anthologie mit dem Titel Many Bloody returns von Charlaine Harris und Toni LP Kelner geschrieben, die auf Platz 30 in der New-York-Times-Bestsellerliste landete. Eine zweite Kurzgeschichte, Lucky Better Than Good, erschien in der Anthologie Am Schauplatz des Verbrechens.

## Werke (Auswahl)

### Anna-Strong-Serie
- Verführung der Nacht (2008), ISBN 978-3-426-63852-1, englischer Originaltitel The Becoming (2006), ISBN 978-0-555-36306-5
- Lockruf des Blutes (2008), ISBN 978-3-426-63853-8, englischer Originaltitel Blood Drive (2007), ISBN 978-0-441-01509-2
- Dunkle Küsse (2009), ISBN 978-3-426-63854-5, englischer Originaltitel The Watcher (2007)
- Der Kuss der Vampirin (2010), ISBN 978-3-426-50683-7, englischer Originaltitel Legacy (2008), ISBN 978-0-441-01626-6
- Blutrotes Verlangen (2011), ISBN 978-3-426-50684-4, englischer Originaltitel Retribution (2009), ISBN 978-0-441-01773-7
- Gesetz der Nacht (2011), ISBN 978-3-426-50685-1, englischer Originaltitel  Chosen (2010), ISBN 978-0-441-01917-5
- Crossroads (August 30, 2011), ISBN 978-0-441-02077-5
- Haunted (September, 2012), ISBN 978-1-937007-76-8
- Blood Bond (August, 2013), ISBN 978-0-425-25887-3

### "The Fallen Siren"-Serie
Samantha Sommersby und Jeanne C. Stein schreiben zusammen unter dem Pseudonym "S. J. Harper":
- Cursed (2013)
- Captured (2014)
- Reckoning (2014)
- Forsaken (2015)